# Petra Robnik
Petra Robnik, slovenska alpska smučarka, * 16. oktober 1984, Blejska Dobrava.
Robnikova je za Slovenijo nastopila na Zimskih olimpijskih igrah 2006 v Torinu, kjer je nastopila v smuku, v superveleslalomu in alpski kombinaciji. V smuku je osvojila 25., v superveleslalomu 29. in v kombinaciji 21. mesto.